# Klosterneuburg
Klosterneuburg (tyskt uttal: [ˈkloːstɐnɔɪ̯bʊʁk]) är en stadskommun i förbundslandet Niederösterreich i nordöstra Österrike. Kommunen är förbundslandets tredje största med 28 115 invånare (2024). Klosterneuburg ligger i distriktet Tulln.
Klosterneuburg är en industriförort till Wien. Det kända museet Essl Museum ligger i staden. Klosterneuburgs kloster grundades år 1114 och är av stor historisk betydelse.

## Historia
De äldsta spåren av Klosterneuburg går tillbaka till den neolitiska tiden. Under romartiden fanns det en romersk befästning och ett gravfält med anor från 000-talet till 400-talet på platsen för den nuvarande staden.
År 1108 omnämns i ett dokument att Klosterneuburg var residens för Leopold III och Leopold IV av huset Babenberg. Staden erhöll stadsrättigheter 1298. År 1529 och 1683 förstördes delar av Klosterneuburg av osmanerna.
1938 inkorporerades Klosterneuburg in i Wien och blev stadens 26:e distrikt. Ändringen återställdes 1954 när distriktet Wien-Umgebung skapades. 2016 upplöstes Wien-Umgebung och Klosterneuburg blev en del av distriktet Tulln.

## Geografi
Klosterneuburg ligger på Donaus södra flodbank, strax nordväst om Wien. Klosterneuburg är skild skild från Wien av Kahlenberg och Leopoldsberg. Staden har varit skild ifrån grannstaden Korneuburg på andra sidan Donau sedan floden bytte sträckning under senmedeltiden.

### Orter
Kommunen består av sju orter (Ortschaften) (inom parentes invånarantal 1 januari 2024):

- Höflein an der Donau (802)
- Kierling (3 123)
- Klosterneuburg (16 338)
- Kritzendorf (2 616)
- Maria Gugging (1 396)
- Weidling (3 307)
- Weidlingbach (533)

## Näringsliv
Den dominerande näringen är vintillverkning.

## Vänorter
- Göppingen, Tyskland

## Galleri

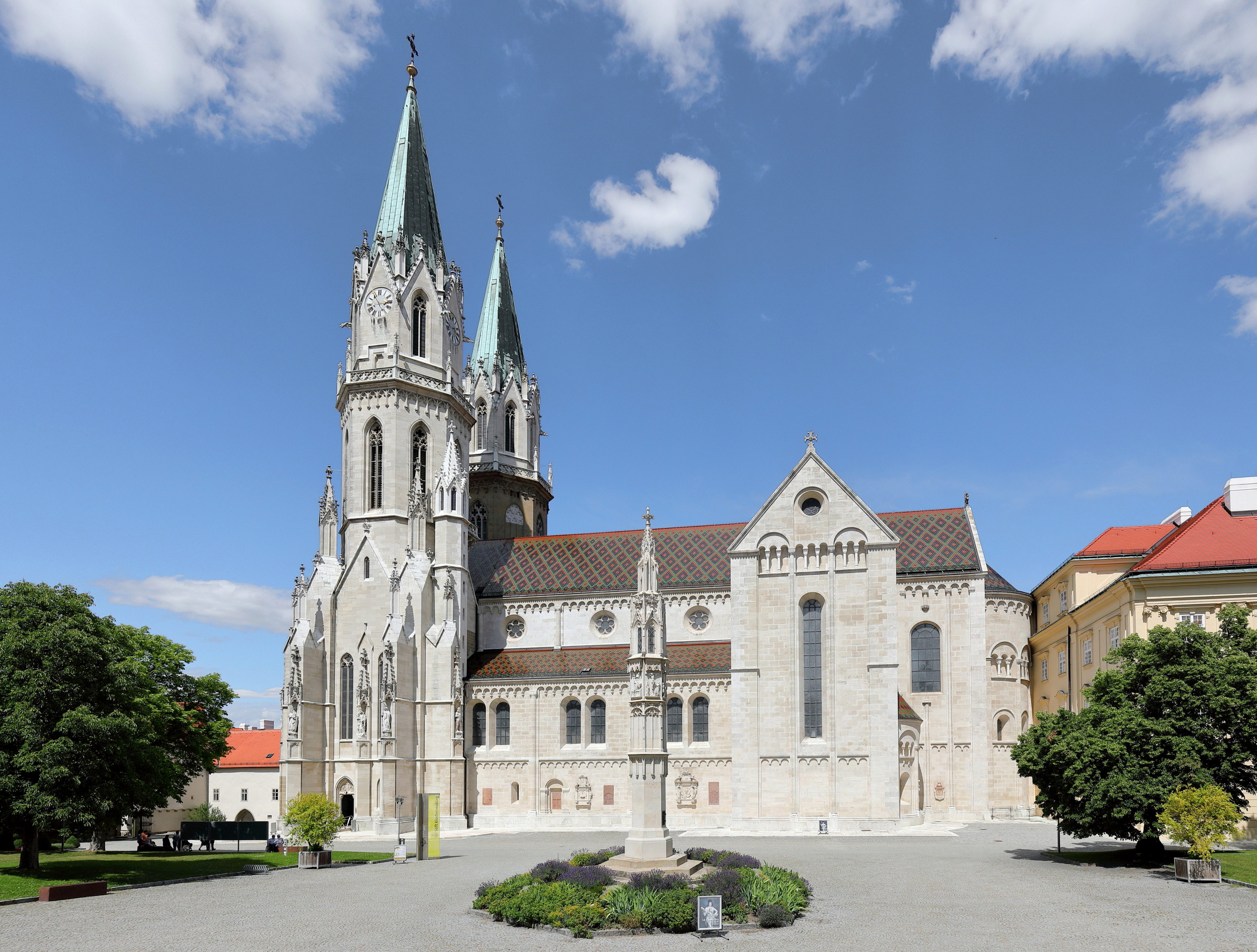
Kyrka i Klosterneuburg.
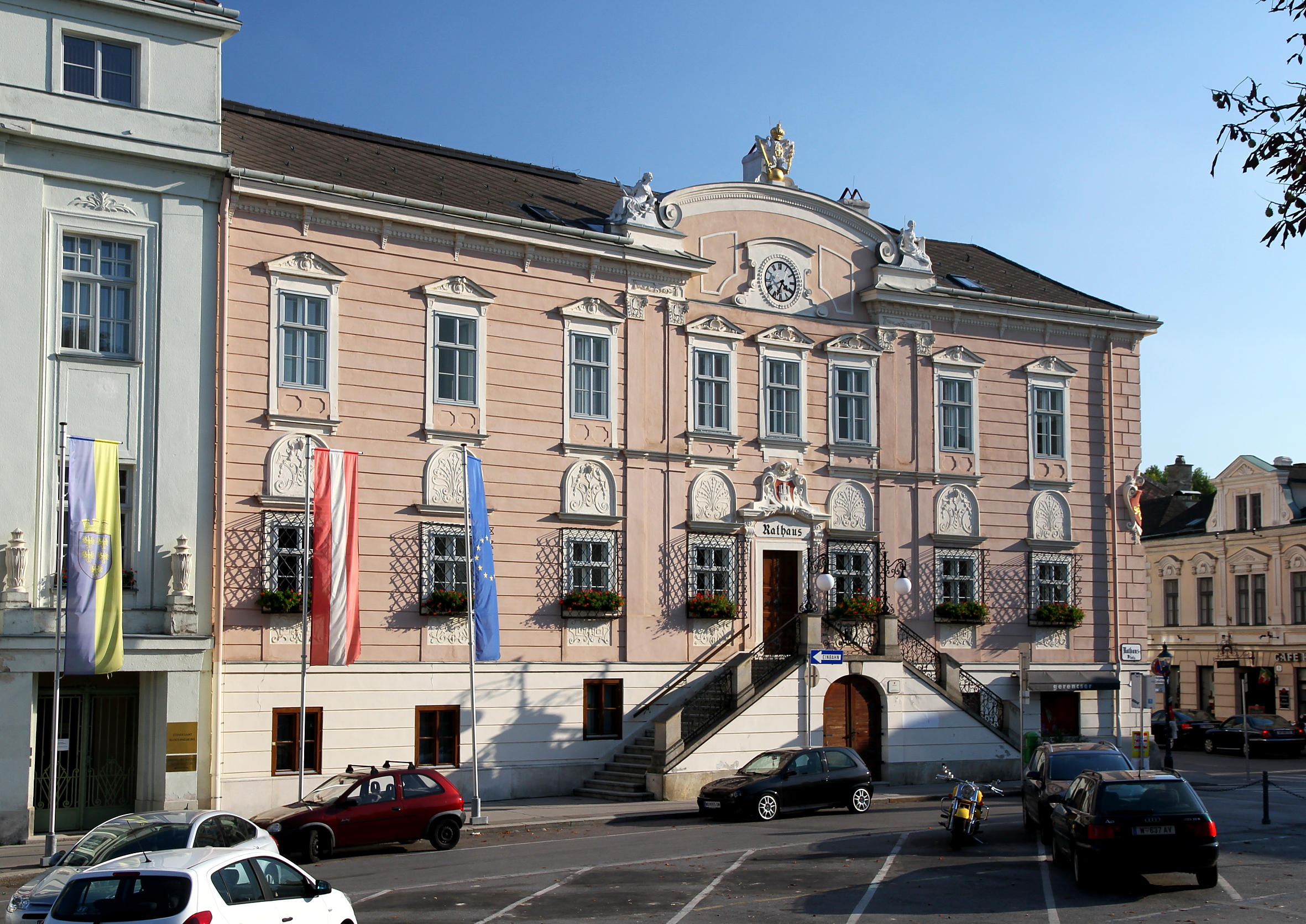
Stadshuset.
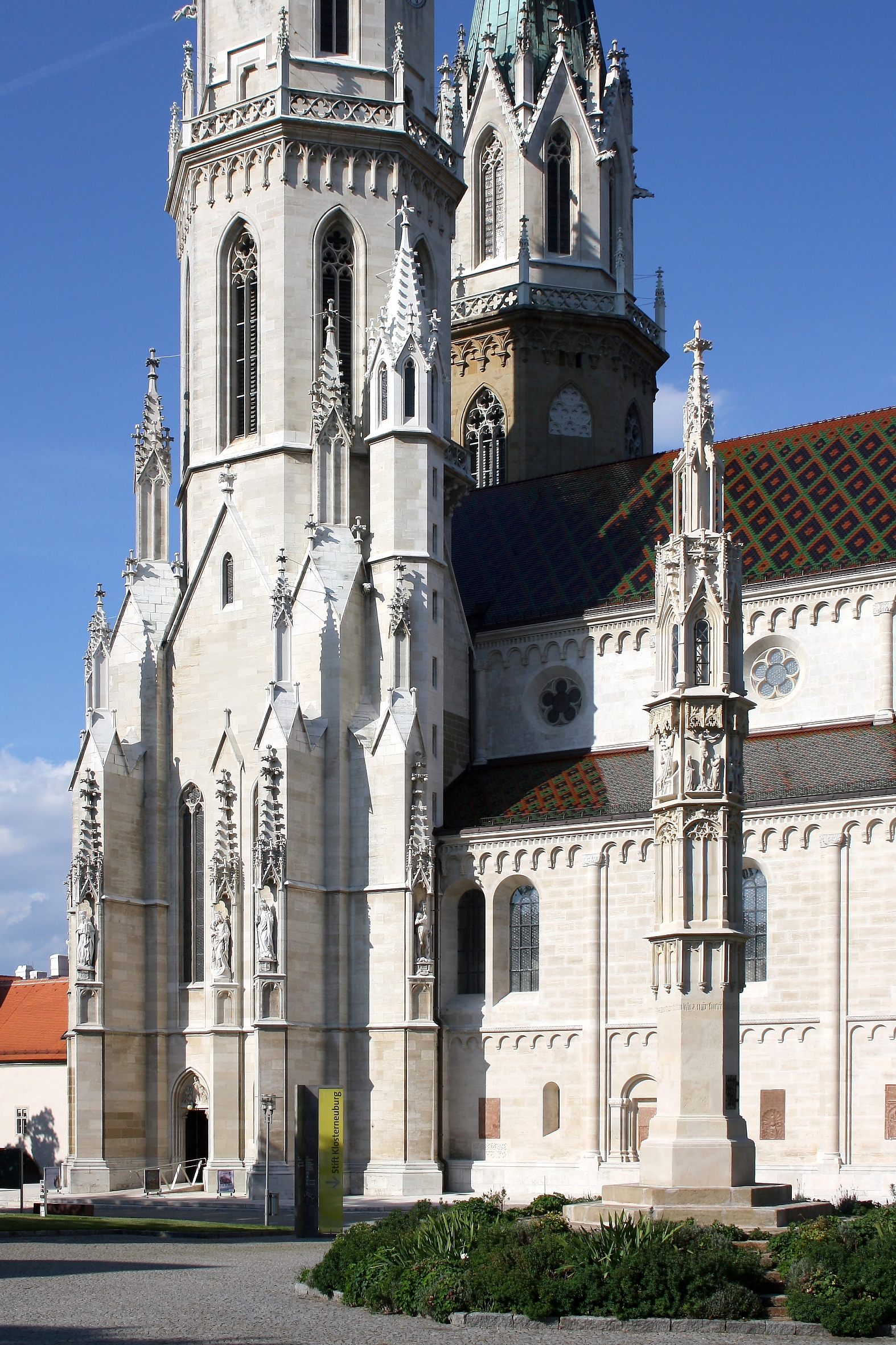
"Tutzsäule".